# Makrokylindrus stebbingi
Makrokylindrus stebbingi är en kräftdjursart som beskrevs av Knud Hensch Stephensen 1915. Makrokylindrus stebbingi ingår i släktet Makrokylindrus och familjen Diastylidae. Inga underarter finns listade i Catalogue of Life.